# Boris Kochno
Boris Kochno est un écrivain et librettiste russe naturalisé français, né le 3 janvier 1904 à Moscou et mort le 9 décembre 1990 dans le 20e arrondissement de Paris.

## Biographie
Boris Evgenievich Kochno est le fils d'un colonel des hussards de la garde impériale russe et d'une héritière de la petite noblesse ukrainienne. Son père étant mort, il fuit avec sa mère et ses deux sœurs la révolution bolchévique. Installé à Elisabethgrad (actuelle Kropyvnytskyï), il y fait la connaissance du compositeur polonais Karol Szymanowski en 1919 dont il devient l'amant malgré les vingt ans qui les séparent. Szymanowski dédie au jeune homme, féru de poésie et de danse, plusieurs poèmes en français (Ganymède, Baedecker, Vagabond et N'importe où) ainsi qu'un chapitre de son roman Efebos, dont le manuscrit est perdu .
Après un passage par Constantinople, Kochno arrive à Paris en octobre 1920. Ayant appris le français comme la plupart de l’intelligentsia russe de l'époque, il rencontre le peintre Sergueï Soudeïkine qui le présente l'année suivante à Serge de Diaghilev, le directeur des Ballets russes. Ce dernier, après une courte liaison, l'engage comme secrétaire. Pressentant les talents littéraires du jeune homme, il lui confie la rédaction du livret de l'opéra-bouffe Mavra d'Igor Stravinsky, compositeur favori des Ballets russes depuis une dizaine d'années, puis les arguments de la plupart des ballets commandés pour la compagnie à Georges Auric (Les Fâcheux), Henri Sauguet (La Chatte) et Serge Prokofiev (Le Fils prodigue) entre autres, auxquels s'ajoutent la création lumière de plusieurs spectacles. Sur le plan privé, Kochno entame une liaison avec le compositeur américain Cole Porter (alors que celui-ci est marié), rencontré en 1925 au Lido de Venise lors d'une de ses villégiature avec Diaghilev.
Son activité intense aux Ballets crée une rivalité avec Serge Lifar, principal danseur et « muse » de Diaghilev depuis le retrait forcé de Nijinski, qui connaît son apogée à la mort de ce dernier le 19 août 1929 et provoque l'éclatement de la compagnie{. Lifar accepte en effet mal que Diaghilev ait adoubé Kochno comme son successeur, lui léguant l'essentiel de ses archives et collections, que Kochno complètera plus tard et dont la Bibliothèque nationale de France acquerra une partie importante.
George Balanchine, chorégraphe principal des Ballets russes après le départ de Léonide Massine, ayant été sollicité par le producteur anglais Charles Cochran pour sa revue 1930, il propose à Kochno de le rejoindre. Mais Lifar est de son côté imposé par son ancienne partenaire aux Ballets, Alice Nikitina ; la mésentente prend à nouveau le dessus et leur collaboration sur le ballet La Nuit se solde par un four.
Soucieux de perpétuer l'œuvre de Diaghilev, Kochno accepte le poste de directeur artistique lors de la création des Ballets russes de Monte-Carlo en 1932, sous la direction du colonel de Basil et de René Blum, Balanchine étant quant à lui engagé comme chorégraphe. L'expérience, qui durera trois ans, se soldera par la rupture entre les deux directeurs et la création de deux compagnies concurrentes, les Ballets russes du colonel W. de Basil et les Ballets de Monte-Carlo. Dès 1933, Balanchine qui pressent les problèmes laisse sa place à Massine et propose à Kochno la création d'une nouvelle troupe, les Ballets 1933, qui se produisent l'espace d'un été au théâtre des Champs-Élysées, puis au Savoy Theatre de Londres. Coco Chanel, Cole Porter, Marie-Laure de Noailles, entre autres, apportent leur contribution financière à l'entreprise. Rejoints par le poète Edward James, ils commandent notamment à Bertolt Brecht et Kurt Weill un ballet chanté, Les Sept Péchés capitaux, produit, mis en scène et chorégraphié par Balanchine. Une nouvelle fois, l'ingérence de Lifar dans le projet en précipitera la fin.
Détenteur des droits de différents ballets de leur répertoire, Kochno retrouve en 1935 sa place de conseiller artistique auprès des Ballets russes du colonel W. de Basil avant de réintégrer en 1938 les Ballets de Monte-Carlo, récemment cédés à des investisseurs américains. Au lendemain de la Seconde Guerre mondiale, Kochno participe avec les jeunes danseurs Roland Petit et Janine Charrat à la création des Ballets des Champs-Élysées, dont il est directeur artistique jusqu'à leur disparition en 1951.
Il formait avec le peintre-décorateur Christian Bérard (1902-1949), rencontré en 1929, un couple très en vue dans le monde théâtral et les milieux mondains ; tous deux, ils s'occupent de la direction artistique du Théâtre de la Mode et ont collaboré à de nombreuses productions théâtrales, pièces et ballets, Bérard à la scénographie, Kochno aux lumières ou au livret.
Il meurt à l'âge de 86 ans le 8 décembre 1990 à l'hôpital Tenon à Paris, où il avait été admis à la suite d'une chute, et est enterré au cimetière du Père-Lachaise, 16e division, non loin de Christian Bérard.
L'Opéra de Paris lui a rendu hommage avec un spectacle donné du 26 novembre au  11 décembre 2001, réunissant Mavra, mise en scène de Humbert Camerlo, Les Sept Péchés capitaux, mis en scène de Laurent Pelly et chorégraphie de Laura Scozzi, et le Fils prodigue dans la chorégraphie originale de Balanchine, ainsi qu'un court métrage documentaire inédit de Pierre Philippe, Portrait de Boris Kochno.

## Œuvres
Livrets
- Mavra, opéra-bouffe en un acte d'après Alexandre Pouchkine, musique d'Igor Stravinsky, créé le 27 mai 1922 à l'Hôtel Continental (Paris)
- Les Fâcheux, ballet en d'après la comédie-ballet de Molière, musique de Georges Auric, chorégraphie de Bronislava Nijinska, créé le 19 janvier 1924 à l'Opéra de Monte-Carlo (Ballets russes)
- Les Matelots, ballet en deux actes et cinq tableaux, musique de Georges Auric, chorégraphie de Léonide Massine, créé le 17 juin 1925 au théâtre de la Gaîté-Lyrique (Ballets russes)
- Zéphire et Flore, ballet en trois tableaux, musique de Vernon Duke, créé le 28 avril 1925 à l'Opéra de Monte-Carlo (Ballets russes)
- La Pastorale, ballet en deux actes, musique de Georges Auric, créé le 29 mai 1926 au théâtre Sarah-Bernhardt (Ballets russes)
- La Chatte, ballet en un acte, musique de Henri Sauguet, chorégraphie de George Balanchine, créé le 30 avril 1927 à l'Opéra de Monte-Carlo (Ballets russes)
- Les Dieux Mendiants, ballet-pastorale, musique de Thomas Beecham d'après des œuvres de Haendel, créé le 16 juillet 1928 à Londres (Ballets russes)
- Le Bal, ballet en deux tableaux, musique de Vittorio Rieti, chorégraphie de George Balanchine, créé le 7 mai 1929 à l'Opéra de Monte-Carlo (Ballets russes)
- Le Fils prodigue, ballet en trois tableaux, musique de Serge Prokofiev, chorégraphie de George Balanchine, créé le 21 mai 1929 au théâtre Sarah-Bernhardt (Ballets russes)
- Luna Park, ballet fantastique en un acte, musique de Lord Berners (en), chorégraphie de George Balanchine, créé le 4 mars 1930 au Palace Theatre de Londres
- La Nuit, ballet en un acte, musique de Henri Sauguet, chorégraphie de Serge Lifar, créé le 4 mars 1930 au Palace Theatre de Londres

- Cotillon, ballet en un acte, musique d'Emmanuel Chabrier arrangée par Vittorio Rieti, chorégraphie de George Balanchine, créé le 17 janvier 1932 à l'Opéra de Monte-Carlo (Ballets russes de Monte-Carlo)
- Cent Baisers, ballet en un acte, musique de Frédéric d'Erlanger, chorégraphie de Bronislava Nijinska, créé le 18 juillet 1935 à Londres (Ballets russes du colonel W. de Basil)
- Les Forains, ballet en un acte, musique de Henri Sauguet, chorégraphie de Roland Petit, créé le 2 mars 1945 au théâtre des Champs-Élysées (Ballets des Champs-Élysées)
- Les Amours de Jupiter, ballet en cinq tableaux, musique de Jacques Ibert, créé le 9 mars 1946 au théâtre des Champs-Élysées (Ballets des Champs-Élysées)
- Le Bal des blanchisseuses, ballet en un acte, musique de Vernon Duke, créé le 19 décembre 1946 au théâtre des Champs-Élysées (Ballets des Champs-Élysées)
- Fête galante, divertissement-ballet, musique de Claude Arrieu, créé en 1947 au théâtre des Champs-Élysées (Ballets des Champs-Élysées)
- Le Peintre et son modèle, ballet en un acte, musique de Georges Auric, chorégraphie de Léonide Massine, créé le 15 novembre 1949 au théâtre des Champs-Élysées (Ballets des Champs-Élysées)

## Vidéographie
- Boris Kochno parle des Ballets russes, documentaire de Philippe Collin (1972)